# Штефан II
Ште́фан II (рум. Ştefan II; 13 липня 1447)  — воєвода Молдавський (1433—1435, 1436—1447). У 1436—1443 роках правив спільно з братом Іллею I.

## Біографія
Позашлюбний син Александру І чел Буна («Доброго»).
Ілля I (Іляшко), як найстарший син Анни та Александру І «Доброго», успадкував Молдовську землю від батька і став єдиним господарем після його смерті. Штефан ІІ (Стецько) - син Кинеґурди (сестри Вітовта), підтримуваний Владиславом II Яґайлом, захопив владу, а Ілля I був заточений в Сілезькому замку до смерті Ягайла. Кинеґурда намагалась свого сина Стефана II посадити на молдовський трон, за що, згідно з однією версією,  була втоплена в річці, а за іншою дожила на замку в Сереті до 1454.
Після смерті Олександра «Доброго», в грудні 1433 були врегульовані кордони між землями Владислава ІІ Яґайла та Стефана II. Покуття відійшло до Польщі. Шепинська земля між Прутом і Дністром з замками Хмелів та Цецун відійшли до Молдови, Вашківці теж, а Замостя і Вілавці до Польщі. Ліс, який звідти простягався (Буковина), залишався за Молдовою.

## Поділ Молдови
В 1435 р. після смерті Владислава II Яґайла, до влади прийшов Владислав III Варненчик. В цей час відбувся поділ Молдову на вищу та нижчу між Іллєю I та Штефаном II. Ілля І отримав вищу Волощину чи власне Молдову з Сучавою, Хотином і Яссами.
Штефан II отримав нижню частину, яку часом звали Басарабією, разом з Кілією, Білгородом і Тягинею. Ілля I склав в 1436 присягу на вірність польському королю в Львові та зобов'язався виплачувати щорічну данину. Іллі I був наданий також Галицький замок. Польща залишила за собою Шепинську землю з замками Хотин, Хмелів, Цецун як би за відшкодування збитків, завданих Покуттю під час нападу Олександра «Доброго». В 1437 році Іллі I були повернені замки Хмелів та Хотин. Штефан II повинен був виплачувати щорічно 5000 червоних злотих. Ілля І уступив королю також Брацлавський замок.
Штефан ІІ 1444 осліпив  Іллю I. Його дружина Марія Гольшанська разом з сином Романом II знайшла захист в Польщі, де їй були надані замки Шепинської землі: Хотин, Цецун, Хмелів. 1456 року Марія отримала у володіння Серет та Воловець.

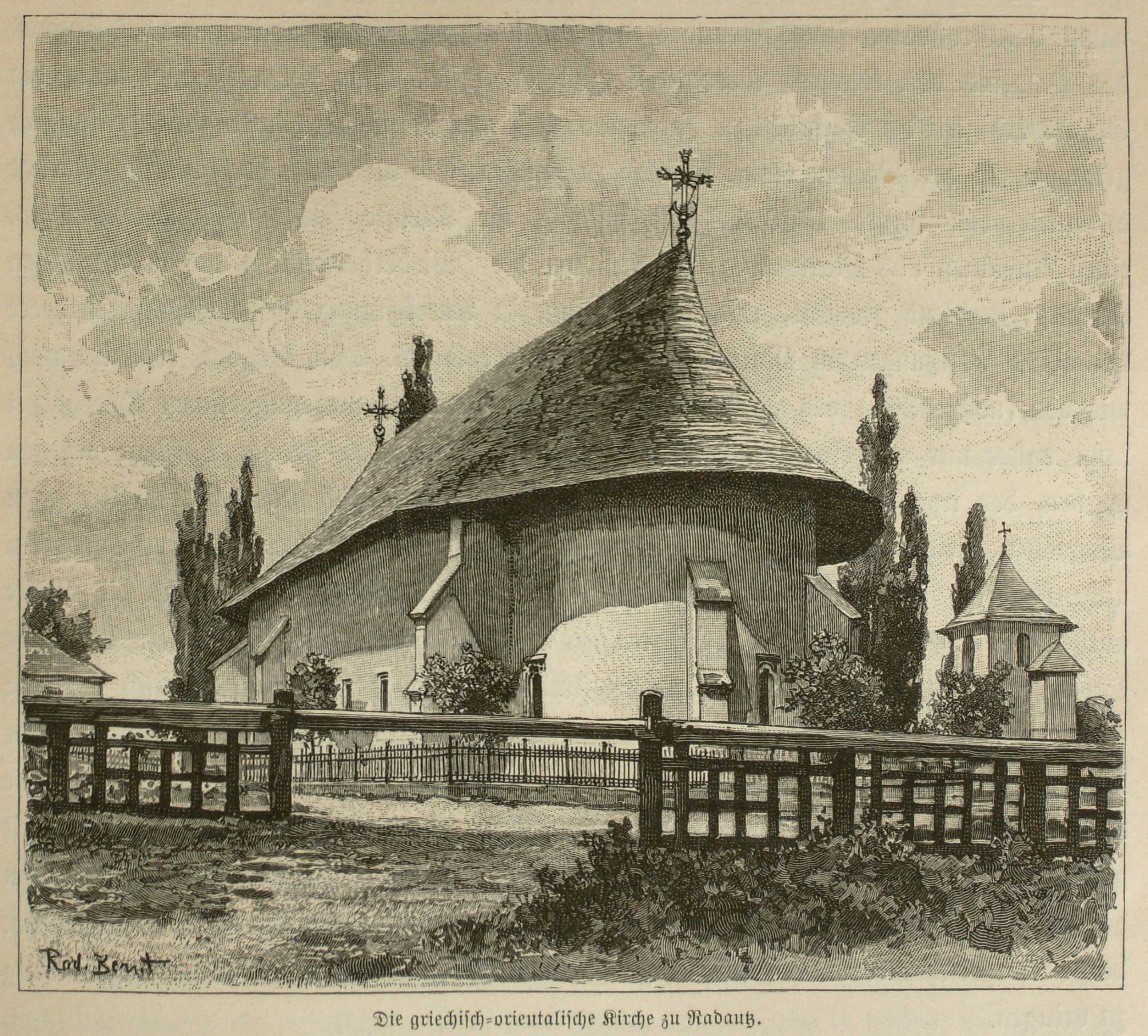
Церква Св. Миколая

## Титул
- 1434: ст.-укр. Мл҃(с)тїю бж҃їєю, мы Стєфанъ воєвода. господаръ зємли молдавскои[4].
- 1443: ст.-укр. Мл҃(с)тїю. бж҃їю, мы Стєфанъ воєво(да). г(с)҃дръ. зємли молдавско(и)[5].